# Amar Diokh
Amar Diokh est un joueur sénégalais de Scrabble. Il est le champion actuel du Sénégal en formule classique. Il a remporté le titre en 2007 et s'est automatiquement qualifié pour le championnat du monde à Québec. Là il a fini en égalité pour la seconde place, ex aequo Antonin Michel, Didier Kadima et Nicolas Bartholdi. Il s'est qualifié pour la finale grâce à son écart - le total de ses scores moins le total des scores de ses adversaires. Là il s'est opposé à Édouard Lebeau dans la finale en trois manches. Diokh a battu Lebeau deux manches à zéro, et est devenu le second champion du monde de Scrabble francophone, et le second champion d'affilée d'origine africaine.

## Palmarès
- Champion du Sénégal en formule classique : 2007, 2009
- Champion du Sénégal en formule duplicate : 2008
- Champion du monde de Scrabble classique : 2007